# Oxycoryphe scutellatus
Oxycoryphe scutellatus är en stekelart som beskrevs av T.C. Narendran 1989. Oxycoryphe scutellatus ingår i släktet Oxycoryphe och familjen bredlårsteklar.
Artens utbredningsområde är Filippinerna. Inga underarter finns listade i Catalogue of Life.